# Westphalia (Missouri)
Westphalia (Westfalen) ist eine City im Osage County im Bundesstaat Missouri in den Vereinigten Staaten. Das U.S. Census Bureau hat bei der Volkszählung 2020 eine Einwohnerzahl von 378 ermittelt.

## Lage
Westphalia befindet sich in den nördlichen Höhen der Ozark Mountains. Der Ort liegt 15 Meilen von Jefferson City entfernt im Osage County. 

## Geschichte
1835 wurde der Ort von einer Gruppe deutscher Einwanderer aus Paderborn und Oelde gegründet. Dr. Bernhard Bruns und seine Brüder hatten hier als erste Farmen in Maries Valley aufgebaut und den neuen Ort zunächst New Westphalia genannt. Zu den Gründern gehörte auch Nikolaus Hesse. Später wurde der Ort umbenannt. Im Jahr 1848 wurde die St.-Joseph-Kirche errichtet und das Postamt eröffnet.
Joseph Rademacher, Bischof von Fort Wayne, wurde 1840 in Westphalia geboren.